# 혼돈 (음식)
혼돈(餛飩)은 밀가루나 쌀가루 반죽을 둥글게 빚어 그 속에 소를 넣어 만든 만두이다.

## 요리
- 혼돈국 – 닭고기 국물에 혼돈을 넣고 끓인 국이다.[2]
- 혼돈찜 – 익반죽한 쌀가루 반죽에 익힌 소를 넣어 빚어 내는 만두이다.[3]

## 같이 보기
- 훈툰